# دارين ريد
دارين ريد هو لاعب هوكي الجليد كندي، ولد في 8 مايو 1983 في قرية لاك لا بايتش ‏ في كندا.

## وصلات خارجية
- دارين ريد على موقع دوري الهوكي الوطني (الإنجليزية)
- دارين ريد على موقع قاعة مشاهير الهوكي (لاعب أن.إتش.أل) (الإنجليزية)
- دارين ريد على موقع EliteProspects.com (الإنجليزية)
- دارين ريد على موقع HockeyDB.com (الإنجليزية)
- دارين ريد على موقع Hockey-Reference.com (الإنجليزية)